# Leena Manimekalai
Leena Manimekalai (* 7. června 1980 Srivilliputtur, Tamilnádu, Indie) je indická scenáristka, režisérka a spisovatelka angažovaná v otázkách lidských práv.
Pochází z Indie, kde žila v komunitě uctívající bohyni Kálí. Veřejně se hlásí k bisexuální orientaci. Kvůli čemuž čelila ve své domovině pronásledování, avšak dostalo se jí i zastání, a to od členky indického parlamentu Mahuy Moitra. Získala stipendium Commonwealthu a Evropské unie pro svou filmovou tvorbu na téma gender.
Její první film 'Sengadal/the Deadsea' získal hlavní cenu na tokijském festivalu NAWFF (Network of Women Film Festivals) v Tokiu za nejlepší asijský film. Dokumentární film  'Goddesses' získal první cenu na festivalu MIFF v Mnichově a cenu Asia Pacific Screen Award v Melbourne.

## Vybraná filmografie
- Kaali (2022)
- Maadathy, an unfairy tale (2019)
- Is it too much to ask (2017)
- White Van Stories (2015)
- My Mirror is the Door (2012)
- Sengadal the Deadsea (2011)
- Goddesses (2009)

Její filmy jsou uváděny například na kanále Al-Džazíra nebo Channel 4.